# Archaeophya
Archaeophya is een geslacht van libellen (Odonata) uit de familie van de glanslibellen (Corduliidae).

## Soorten
Archaeophya omvat 2 soorten:
- Archaeophya adamsi Fraser, 1959
- Archaeophya magnifica Theischinger & Watson, 1978